# Czelabińsk-Gławnyj
Czelabińsk-Gławnyj (ros: Челябинск-Главный) – główna stacja kolejowa w Czelabińsku, w obwodzie czelabińskim, w Rosji.
Odległość od Moskwy - 2100 km (przez Samarę), 1984 (przez Uljanowsk). Odległości koleją na wschód od Ufy (w tym do okolic Czelabińska) mierzona jest przez Samarę.
Stacja obsługuje zarówno ruch pasażerski i ruch towarowy. Na stacji znajduje się ponad 70 torów. Znajduje się lokomotywownia i wagonowownia, hotel, muzeum Kolei Południowouralskiej.